# CAB International

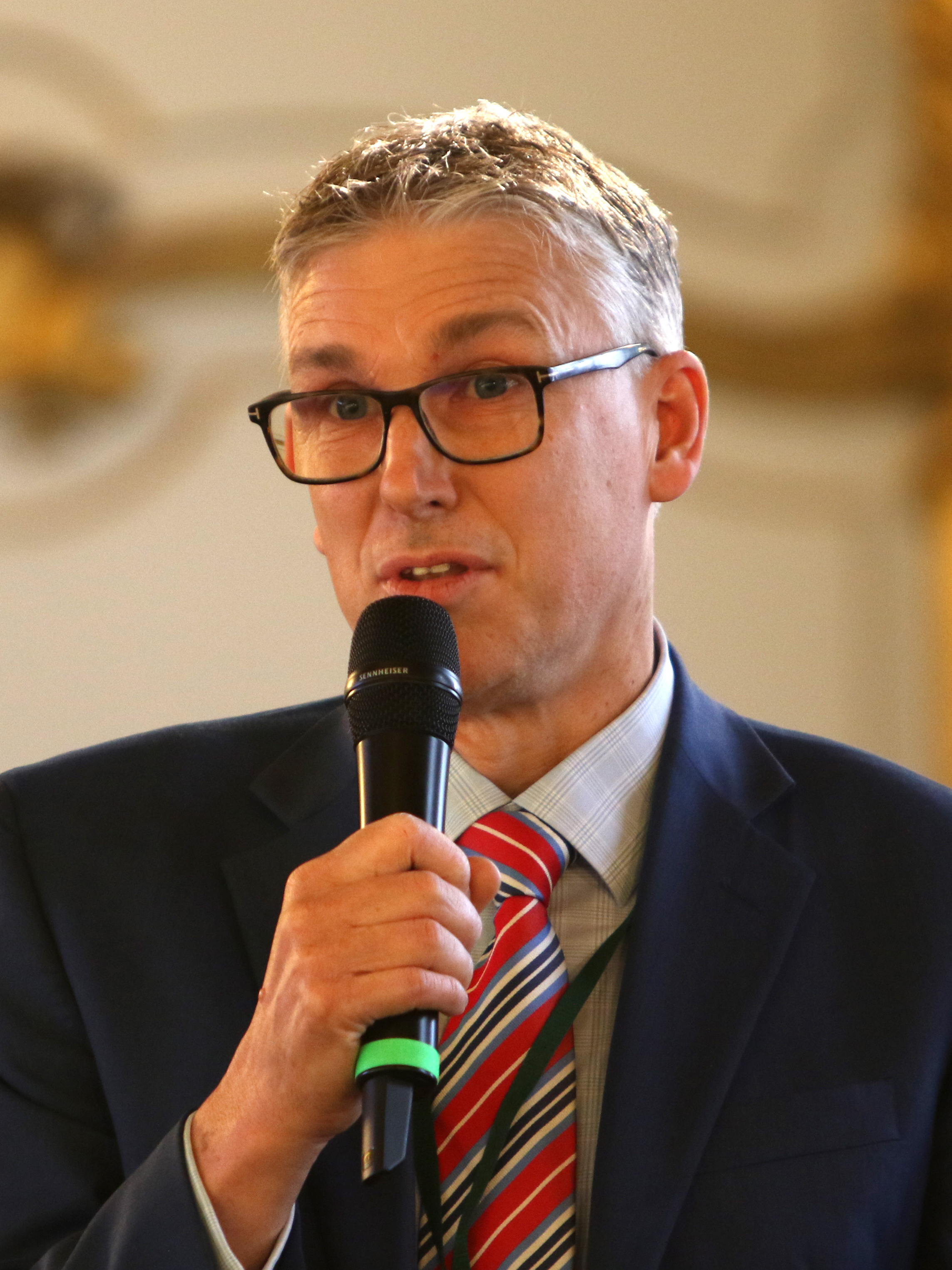
Daniel Elger, CEO de CABI

CAB International (CABI) —acrónimo de Centre for Agricultural Bioscience International— (en español: Centro de Biociencia Agrícola Internacional) es una organización intergubernamental sin fines de lucro con base en el Reino Unido. Fue fundada en 1910 y cuenta con 45 países miembros. Está compuesta por tres divisiones, cada una de las cuales asume diversas actividades relativas a la investigación científica. CABI posee oficinas alrededor del mundo, incluyendo en Estados Unidos, Suiza, Pakistán, Malasia y África. Su sede central se encuentra en Wallingford, Inglaterra.
CABI ejecuta una gran variedad de proyectos en todo el mundo referidos a temas agrícolas y medioambientales. Las principales áreas en las que se enfoca son los productos básicos, las especies invasivas y la comunicación científica. Sus proyectos específicos incluyen el diagnóstico de problemas en las plantas y de pestes, el desarrollo de métodos de control y la enseñanza a los agricultores de la mejor práctica en su rubro.
CABI alberga más de 28.000 muestras de hongos de todo el mundo, con el objeto de usarlo como recurso para la investigación en sus laboratorios ubicados en Egham, Inglaterra. A inicios de 2009, se anunció que estas muestras serían reunidas con las conservadas en el Real Jardín Botánico de Kew y mantenidas en Kew, al sudoeste de Londres.
La división de publicaciones del CABI ayuda a financiar la investigación y los proyectos científicos. Asimismo, se encarga de la publicación de libros, bases de datos y recursos en línea. Las áreas que trabaja incluyen agricultura, botánica, veterinaria, ciencias ambientales, alimentación, nutrición y turismo. Esta división opera principalmente en la sede central de la organización.